# Прощання слов'янки
Прощання слов'янки — найвідоміший з маршів написаних В. І. Агапкіним й один з найпопулярніших маршів Російської імперії.

## Історія
Агапкін, будучи на той момент штабс-трубачем 7-го резервного кавалерійського полку, написав композицію під впливом подій Першої Балканської війни. Вперше марш публічно було виконано восени 1912 року в Тамбові на стройовому огляді полку. Марш був створений для військового оркестру, без слів. Всі тексти з'явилися пізніше.
Влітку 1915 року київська фірма Екстрафон випустила платівку із записом «Прощання слов'янки» і марш дуже швидко стає відомим на теренах імперії. Під цю музику проводжали полки на фронти Першої світової війни. Композиція зберегла свою популярність і в часи Громадянської війни й під час II СВ, по закінченню котрої в СРСР постійно виконувалась на Церемоніальних «Парадах перемоги» та інших державних врочистостях. Це був традиційний марш під час проводів призовників до лав ЗС СРСР. В Україні, після 1991 року, за часів дії військового призову, цю функцію виконував «Запорозький марш», а твір Агапкіна з часом залишився переважно в репертуарі муніципальних оркестрів диригентів старшого покоління.

## Текст українською
Слова Ольги Афанасіївни КАРПІНЧИК
Наступила хвилина прощання,

Край наш рідний палав у вогні.

Нас на подвиг країна позвала,

Нам не бути у вічній пітьмі!

На пероні тривога і сльози,

На війну йшов і батько, і брат.

Не згубіться на довгій дорозі,

Повертайтесь живими назад!

Приспів: Прощавай, рідний край,

Ти нас пам'ятай.

Прощавай, дім і сад,

Не всі повернемось назад!

Летять роки, летять,

Не всіх дочекались солдат,

Одні лиш зорі, мов хвилі в морі,

В холоднім небі миготять.

Клятий ворог топтав наші ниви,

Поневолив і села, й міста.

У степах виростали могили,

У диму половіли жита.

На коліна не станем ніколи,

Мир спасемо у ріднім краю.

За страждання, за муки, за волю,

Збережемо Вітчизну свою.

Приспів.

Під «Слов'янку» ішли ми до бою,

Марш «Слов'янки» звучав, як набат.

Ми загнали фашистів на захід,

Під «Слов'янку» вертались назад!

Вічна слава солдату — герою,

Що народ захистив у бою!

Він здобув нам святу перемогу,

Відстоявши країну свою!

2011

## Ремікси
Ремікс на пісню із власним текстом створив Вадим Дубовський під назвою «Прощальный марш», в якій одночасно використано цитати з віршу М. Ю. Лермонтова — «Прощай, немытая Россия…».